# Mittelbiberach
Mittelbiberach – miejscowość i gmina w Niemczech, w kraju związkowym Badenia-Wirtembergia, w rejencji Tybinga, w regionie Donau-Iller, w powiecie Biberach, wchodzi w skład wspólnoty administracyjnej Biberach an der Riß. Leży w Górnej Szwabii, nad rzeką Rotbach, ok. 3 km na południowy zachód od Biberach an der Riß.